# Camilla Ravera
Camilla Ravera (Acqui Terme, 18 giugno 1889 – Roma, 14 aprile 1988) è stata una politica italiana, senatrice a vita.
È stata la prima donna in Italia a essere nominata senatrice a vita.

## Biografia
Seconda dei sette figli di un funzionario del ministero delle finanze, Domenico Ravera, e di Emilia Ferrero, lavorò come maestra a Torino e si iscrisse al Partito Socialista Italiano nel 1918. Tra il 1919 e il 1920 entrò a far parte della redazione della rivista L'Ordine Nuovo di Antonio Gramsci. Nel 1921 fu tra i fondatori del Partito Comunista d'Italia; incaricata dell'organizzazione femminile, diede vita al periodico La Compagna.
Dopo le leggi fascistissime del 1926 e l'arresto di Gramsci, si impegnò per tenere insieme ed in costante contatto i comunisti italiani, cercando di rafforzare l'organizzazione clandestina del PCI in Italia; in quegli anni Ravera fu per importanza la seconda personalità del PCI in Italia dopo Gramsci e dopo Palmiro Togliatti che nel 1927 aveva sostituito Gramsci alla guida del partito; e, nel suo ruolo di vicesegretaria, fu delegata a vari congressi del Comintern, dove conobbe Lenin e Stalin, a parte alcuni mesi del 1928 nei quali, ammalatasi gravemente, non riuscì nei fatti a guidare il partito in Italia. 
Nel 1930 fu arrestata ad Arona (NO) e condannata a 15 anni di reclusione. Scontò i primi 5 anni di pena in cella, principalmente nel carcere di Perugia, ma in seguito fu mandata al confino a Montalbano Jonico, San Giorgio Lucano, Ponza e Ventotene. Nel 1939 prese posizione contro il Patto Molotov-Ribbentrop e venne espulsa dal PCI assieme a Umberto Terracini; riammessa nel partito nel 1945, l'anno seguente fu eletta al consiglio comunale di Torino. Fu dirigente dell'Unione Donne Italiane e rappresentò il Partito Comunista Italiano alla Camera in due legislature (1948-1958).
Dopo il ritiro a vita privata, l'8 gennaio 1982 fu nominata senatrice a vita da Sandro Pertini: è stata la prima donna a ricevere questa nomina. Morì il 14 aprile 1988 alla soglia dei 99 anni. Due giorni dopo fu ricordata dalla presidente della Camera Nilde Iotti e dal segretario del Partito Comunista Italiano Alessandro Natta. È sepolta nel mausoleo del PCI nel cimitero del Verano di Roma.

## Memorie
- A San Giorgio Lucano, una delle località in cui fu confinata, nel 2007 è stata apposta una lapide sulla facciata della casa in cui abitò nel periodo 1936-1937[9].

- Ad Acqui è stato intitolato a suo nome il circolo del PCI, e il nome è rimasto anche in seguito, quando la sede è stata acquisita dal PdCI[10].

- Sono state dedicate alla Ravera alcune strade: a Roma, Alessandria, Ferrara, Suzzara e Rignano sull'Arno, Cascina.

- A Torino le amministrazioni le hanno dedicato un giardino nel 2008 e un asilo nido comunale[11].